# Inventar des immateriellen Kulturerbes von Nordrhein-Westfalen
Das Inventar des immateriellen Kulturerbes von Nordrhein-Westfalen ist ein Verzeichnis immaterieller kultureller Ausdrucksformen in Nordrhein-Westfalen, die als Kandidaten für das Immaterielle Kulturerbe der UNESCO in Frage kommen.

## Verzeichnis
In das Inventar des immateriellen Kulturerbes von Nordrhein-Westfalen können aufgrund eines Beschlusses der Landesregierung Nordrhein-Westfalen vom 17. September 2013 auf Empfehlung einer Landesjury für das immaterielle Kulturerbe diejenigen lebendigen Traditionen aufgenommen werden, die über einen besonderen Bezug zu Nordrhein-Westfalen verfügen und die die Vorgaben des bundesweit einheitlichen Kriterienkatalogs erfüllen. Dieser verweist in insgesamt sieben Kriterien insbesondere auf die Forderung nach Lebendigkeit und dynamischer Weiterentwicklung des immateriellen Kulturerbes. Bräuche, Wissen und Fertigkeiten, welche die Träger von Kulturtechniken als Bestandteil ihres Kulturerbes ansehen, müssen hiernach in der Gegenwart praktiziert und fortwährend neu gestaltet werden.
Träger von Kulturtechniken aus Nordrhein-Westfalen konnten sich im Rahmen einer Ausschreibung für die Aufnahme in das Landesinventar bewerben. Die Landesjury, zu der auch Eva-Maria Seng, Lehrstuhl für Materielles und Immaterielles Kulturerbe an der Universität Paderborn, gehört, sprach in einem weiteren Auswahlverfahren aus der Vielzahl der eingegangenen Vorschläge Empfehlungen an das zuständige NRW-Ministerium für Familie, Kinder, Jugend, Kultur und Sport aus.

## Einträge
Am 30. Juni 2014 wurden erstmals vier lebendigen Traditionen durch Urkundenübergabe der Ministerin für Familie, Kinder, Jugend, Kultur und Sport des Landes Nordrhein-Westfalen Ute Schäfer in das Landesinventar aufgenommen:
Am 29. Oktober 2016 erfolgte mit der Verleihung einer Urkunde die Aufnahme des Bochumer Maiabendfestes in das Landesinventar.
Im April 2018 wurden fünf weitere Traditionen aus verschiedenen Regionen ausgewählt, die einen Eintrag im Landesinventar des immateriellen Kulturerbes erhalten.
2020 erfolgte die Aufnahme von Steigerlied und Trinkhallenkultur.
Im Jahr 2022 wurde der Belecker Sturmtag, die Reitlehre, Planetarien und der Zirkus aufgenommen.
Im Jahr 2024 wurden Analoge Fotografie, Rotwelsch-Dialekte und die Ruhrfestspiele Recklinghausen aufgenommen.
Mehrere dieser Einträge in das Bundesweites Verzeichnis des immateriellen Kulturerbes aufgenommen.
| Name des Immateriellen Kulturerbes                                                        | Aufnahme | Bewerbende Institution(en) | Anmerkungen | Bild                              |
| ----------------------------------------------------------------------------------------- | -------- | --- | --- | --------------------------------- |
| Analoge Fotografie                                                                        | 2024     | Deutscher Fotorat | - auch im Bundesweiten Verzeichnis | Fotos hochladen                   |
| Traditionelle Flussfischerei an der Mündung der Sieg in der Rhein                         | 2014     | Fischerei-Bruderschaft zu Bergheim an der Sieg | - Bräuche, Traditionen und Handwerkstechniken der Flussfischer an Rhein und Sieg, wie sie von der Fischereibruderschaft zu Bergheim an der Sieg getragen werden - auch im Bundesweiten Verzeichnis                        | weitere Bilder \| Fotos hochladen |
| Schützenwesen                                                                             | 2014     | Europäische Gemeinschaft Historischer Schützen | Schützenwesen, Schützenbruderschaft, Schützenverein, Schützengilde | weitere Bilder \| Fotos hochladen |
| Brauchkomplex, Tradition, Kulturgut Rheinischer Karneval mit all seinen lokalen Varianten | 2014     | Festkomitee des Kölner Karnevals von 1823 e.V., Festausschuss Bonner Karneval e. V., Comitee Düsseldorfer Carneval e. V. und Festausschuss Aachener Karneval e. V. | - auch im Bundesweiten Verzeichnis | weitere Bilder \| Fotos hochladen |
| Osterräderlauf in Lügde                                                                   | 2014     | Dechenverein Lügde e. V. | - auch im Bundesweiten Verzeichnis | weitere Bilder \| Fotos hochladen |
| Bochumer Maiabendfest                                                                     | 2016     | Bochumer Maiabendgesellschaft 1388 e.V. | | weitere Bilder \| Fotos hochladen |
| Martinstradition                                                                          | 2018     | | - Bei der Martinstradition handelt es sich um Bräuche mit Laternenumzug, Martinsliedern, Martinsfeuer, Darstellung der Mantelszene, Verteilung von Süßigkeiten an Kinder und der moralischen Botschaft zur Nächstenliebe. | weitere Bilder \| Fotos hochladen |
| Anlage und Pflege von Flechthecken                                                        | 2018     | | - Das Flechten und die Erhaltung von lebenden Zäunen für land- und forstwirtschaftliche Zwecke sowie die besondere Technik des Knotens gehören zur Anlage und Pflege von Flechthecken.                                    | weitere Bilder \| Fotos hochladen |
| Bolzplatzkultur                                                                           | 2018     | | - Eine jugendkulturelle Form der gesellschaftlichen Selbstorganisation, die ihren Ursprung in den städtischen Milieus der 1920er Jahre hat.                                                                               | Fotos hochladen                   |
| Brieftaubenwesen                                                                          | 2018     | | - Es umfasst die Brieftaubenhaltung und Zucht sowie Wettbewerbe im Hinblick auf Distanzflug und Schönheit. | weitere Bilder \| Fotos hochladen |
| Haubergswirtschaft im Siegerland und in angrenzenden Regionen                             | 2018     | | - eine nachhaltige gemeinschaftliche Form der Waldbewirtschaftung, die seit Jahrhunderten im Siegerland ausgeübt wird. - auch im Bundesweiten Verzeichnis                                                                 | weitere Bilder \| Fotos hochladen |
| Belecker Sturmtag                                                                         | 2022     | | - zur Erinnerung an den Versuch von Truppen der Stadt Soest 1448 die kurkölnische Stadt zu stürmen. Dem Ereignis wird seitdem jedes Jahr gedacht.                                                                         | Fotos hochladen                   |
| Die klassische Deutsche Reitlehre                                                         | 2022     | Bundesvereinigung der Berufsreiter im Deutschen Reiter- und Fahrerverband e.V.                                                                                     | - Seit 2023 auch im Bundesweiten Verzeichnis | weitere Bilder \| Fotos hochladen |
| Vermittlung des wissenschaftliche, insbesondere astronomischen Weltbilds in Planetarien   | 2022     | - Gesellschaft Deutschsprachiger Planetarien e.V. - Seit 2025 auch im Bundesweiten Verzeichnis                                                                     | | weitere Bilder \| Fotos hochladen |
| Rotwelsch-Dialekte als Träger kultureller Ausdrucksformen in der Gegenwart                | 2024     | - Internationale Gesellschaft für Sondersprachenforschung - Seit 2025 auch im Bundesweiten Verzeichnis                                                             | | Fotos hochladen                   |
| Ruhrfestspiele Recklinghausen                                                             | 2024     | Ruhrfestspiele Recklinghausen GmbH | | weitere Bilder \| Fotos hochladen |
| Steigerlied                                                                               | 2020     | Ruhrkohle Musik e.V. | - Seit 2023 auch im Bundesweiten Verzeichnis | weitere Bilder \| Fotos hochladen |
| Trinkhallenkultur im Ruhrgebiet                                                           | 2020     | Marie Enders | | weitere Bilder \| Fotos hochladen |
| Zirkus                                                                                    | 2022     | Netzwerk der Zirkusverbände | - Seit 2023 auch im Bundesweiten Verzeichnis | weitere Bilder \| Fotos hochladen |